# شهرستان نیوبری (کارولینای جنوبی)
شهرستان نیوبری، کارولینای جنوبی (به انگلیسی: Newberry County, South Carolina) یک سکونتگاه مسکونی در ایالات متحده آمریکا است که در کارولینای جنوبی واقع شده‌است.

## خصوصیات
شهرستان نیوبری ۱٬۶۷۵٫۷۳ کیلومترمربع مساحت دارد.